# Juliusz Bogdan Deczkowski
Juliusz Bogdan Deczkowski, ps. „Laudański”, „Bejot” (ur. 20 kwietnia 1924 w Bydgoszczy, zm. 22 czerwca 1998 w Ciechocinku) – żołnierz Szarych Szeregów, uczestnik powstania warszawskiego, po wojnie inżynier.

## Życiorys
Urodził się w Bydgoszczy, w rodzinie Juliana i Marianny z Kapuścińskich. Miał brata Stanisława. Od 1925 z rodzicami zamieszkał w Warszawie. Po ukończeniu Publicznej Szkoły Powszechnej nr 85, w 1939 zdążył ukończyć pierwszą klasę w prywatnym Gimnazjum Władysława Giżyckiego. 

## Kampania wrześniowa
W czasie kampanii wrześniowej brał udział w obronie Warszawy (był gońcem w Pogotowiu Harcerzy). W październiku przyjęty do działającego w konspiracji Gimnazjum im. Tadeusza Reytana, w którym był harcerzem 1. Warszawskiej Drużyny Harcerskiej im. Romualda Traugutta („Czarna Jedynka”).

## Konspiracja
Rozpoczął służbę w Szarych Szeregach. Organizował siatkę konspiracji w swoim liceum. Brał udział w akcjach Organizacji Małego Sabotażu „Wawer”.
W 1940 uzyskał stopień Harcerza Orlego. 9 maja 1941 aresztowany przez Niemców za rozklejanie ulotek na murach miasta z treścią „Same świnie siedzą w kinie” piętnujących chodzenie do niemieckich kin, w których puszczano propagandowe niemieckie filmy. Przetrzymywany w więzieniu na Pawiaku. 16 lutego 1942 zwolniony.
Po akcji pod Arsenałem odbierał i zabezpieczał broń po wykonaniu zadania. 8 maja 1943 uczestniczył w nieudanej akcji „Meksyk IV” – odbicia naczelnika Szarych Szeregów Floriana Marciniaka. 20 sierpnia 1943 wziął udział w akcji „Taśma” pod Sieczychami.
Od września 1943 był dowódcą 3. drużyny w II plutonie „Alek” 2. kompanii „Rudy” batalionu „Zośka”. Jednym z jego podwładnych w drużynie był Krzysztof Kamil Baczyński „Krzysztof”.
26 września 1943 wziął udział w akcji „Wilanów”, dwukrotnie ranny, awansowany do stopnia kaprala, a 27 kwietnia 1944 wziął udział w akcji „Tłuszcz–Urle”.
Od października 1943 do maja 1944 był słuchaczem Szkoły Podchorążych Rezerwy Piechoty „Agricola”, którą ukończył w stopniu plutonowego podchorążego.

## Powstanie warszawskie

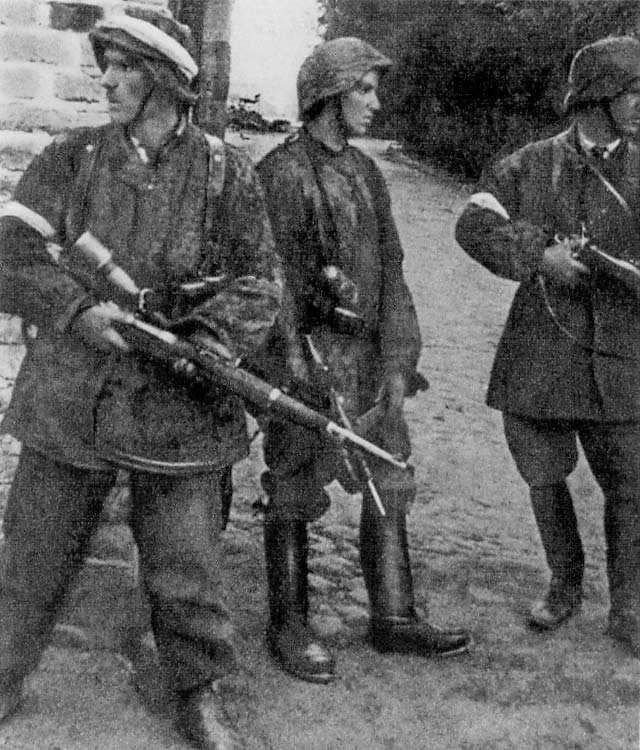
Żołnierze „Zośki” na Woli w czasie powstania warszawskiego, w środku Juliusz Bogdan Deczkowski

W czasie powstania warszawskiego był zastępcą dowódcy 3. drużyny w II plutonie „Alek” 2. kompanii „Rudy” batalionu „Zośka”. 5 sierpnia 1944 uczestniczył w uwolnieniu więźniów KL Warschau przy ul. Gęsiej. Uwolniono wtedy ok. 350 Żydów. 8 sierpnia został postrzelony w czasie walk o cmentarz kalwiński. 20–21 sierpnia wziął udział w obronie kościoła św. Jana Bożego i klasztoru bonifratrów. Odnawiająca się rana (postrzał płuca) uniemożliwiła mu kontynuację walki. W nocy z 30 na 31 sierpnia przeszedł kanałami do Śródmieścia. Brał udział w obronie Czerniakowa. 13 września został ponownie ranny, zasypany przez zawalające się piętro kamienicy.
W nocy z 20 na 21 września przepłynął Wisłę wpław. Na drugim brzegu przejęty przez 1 Dywizję Piechoty. Trafił na Majdanek, gdzie został kreślarzem w 9 zapasowym pułku LWP. 23 stycznia 1945 zdezerterował i przedostał się do Warszawy.

## Czasy powojenne
Po wojnie w Warszawie brał udział w ekshumacjach kolegów z oddziału. 20 września 1945. Na apel Jana Mazurkiewicza „Radosława” ujawnił się przed władzami komunistycznymi.
W latach 1945–1948 był instruktorem Komendy Chorągwi Mazowieckiej ZHP. W 1947 roku mianowany podharcmistrzem.
Po zdaniu matury w Państwowym Gimnazjum i Liceum im. Stefana Batorego (1945) rozpoczął studia na Wydziale Matematyczno-Fizyczno-Chemicznym Uniwersytetu Warszawskiego.
Na kilka dni przed ukończeniem studiów został aresztowany 14 stycznia 1949 roku przez Urząd Bezpieczeństwa. Po przejściu brutalnego śledztwa był przetrzymywany w więzieniu mokotowskim przy ulicy Rakowieckiej. 20 lutego 1950 roku wyrokiem Wojskowego Sądu Rejonowego w Warszawie został skazany na karę 5 lat więzienia, przepadek całego mienia na rzecz Skarbu Państwa i utratę praw publicznych na 2 lata z art. 86 § 2 KKWP – „dążenie do obalenia siłą ustroju państwa”.
Więziony we Wronkach, 13 listopada 1952 roku zesłany do pracy przymusowej w kamieniołomach w Bielawach k. Piechcina. Po śmierci Józefa Stalina został 23 marca 1953 roku zwolniony. 29 grudnia 1956 roku Sąd Najwyższy przeprowadził jego rehabilitację.

### Kariera zawodowa
W październiku 1953 roku ukończył studia. Od 1 stycznia 1958 do 30 września 1963 był asystentem w Katedrze Technologii Organicznej Politechniki Warszawskiej. Dzięki jego zabiegom rozpoczęto produkcję antazoliny i heparyny. Był autorem racjonalizacji działania sztucznej nerki. Współautor patentów dotyczących cewnika do wlewków dotętniczych, przetoki tętniczo-żylnej.
W styczniu 1982 przeszedł na emeryturę. Był świadkiem w procesie Adama Humera.
Zmarł w Ciechocinku, pochowany na cmentarzu Wojskowym na Powązkach w Warszawie (kwatera A18-7-24, obok kwater baonu „Zośka”). 

## Publikacje
- Współautor pracy zbiorowej: Pamiętniki żołnierzy baonu „Zośka”. Wyd. 1. 1957. Brak numerów stron w książce (wydanie 4. w 1997, ISBN 83-10-07687-8).
- Juliusz Bogdan Deczkowski: Harcerze na Pawiaku. Wspomnienia więźniów Pawiaka. Warszawa: 1978. Brak numerów stron w książce
- Juliusz Bogdan Deczkowski: „Wróbel” z „Kamieni na szaniec”. 1992. ISBN 83-87545-23-6. Brak numerów stron w książce (książka poświęcona Jerzemu Horczakowi)
- Juliusz Bogdan Deczkowski: Wspomnienia żołnierza baonu AK „Zośka”. Instytut Polskiej Akademii Nauk, 1998. ISBN 83-88909-18-5. Brak numerów stron w książce

## Ordery i odznaczenia
- Krzyż Walecznych (1969)
- Warszawski Krzyż Powstańczy (1981)[9]
- Krzyż Armii Krajowej (1983)